# Micrathena armigera
Micrathena armigera là một loài nhện trong họ Araneidae.
Loài này thuộc chi Micrathena. Micrathena armigera được Carl Ludwig Koch miêu tả năm 1837.